# Cestrum tubulosum
Cestrum tubulosum är en potatisväxtart som beskrevs av Sendt. Cestrum tubulosum ingår i släktet Cestrum och familjen potatisväxter. Inga underarter finns listade i Catalogue of Life.